# Петоња (Л'Аквила)
Петоња (итал. Petogna) је насеље у Италији у округу Л'Аквила, региону Абруцо.
Према процени из 2011. у насељу је живело 436 становника. Насеље се налази на надморској висини од 760 м.